# Jesús Manuel Sánchez Cabrera
Jesús Manuel Sánchez Cabrera (Ávila, 1 de agosto de 1982) es un político del partido Por Ávila (XAV) y empleado de banca español, alcalde de Ávila desde junio de 2019. Fue presidente de la Diputación Provincial de Ávila entre 2015 y 2019 como miembro del Partido Popular.

## Biografía

### Formación universitaria y trabajo profesional
Nacido en Ávila, realiza estudios universitarios en Ciencias Políticas y de la Administración en la Universidad Complutense de Madrid, trabajando como empleado de banca desde 2007 a 2015.

### Carrera política
Como miembro entonces del Partido Popular, en 2011 fue elegido por primera vez concejal del municipio abulense de Padiernos. Ese mismo año, fue elegido en elecciones primarias por los alcaldes y concejales del partido judicial de Ávila para la responsabilidad de diputado provincial de Ávila.

#### Diputación provincial de Ávila
Sánchez Cabrera fue elegido presidente de la Diputación Provincial de Ávila el 25 de junio de 2015, cuando nueve diputados provinciales del PP deciden votarle en lugar de al candidato oficial del PP, Pablo Luis Gómez. Derrotó a este último en el pleno de constitución de la corporación provincial en segunda vuelta con el voto, aparte del de los nueve diputados díscolos del PP, de un diputado de Ciudadanos-Partido de la Ciudadanía (Cs) y otro diputado de Trato Ciudadano (TC), sumando once votos a favor frente a cinco de Gómez. Llegó a ser castigado por la dirección nacional del PP con la suspensión por un año de militancia en el partido por dicho acto de rebeldía.
El PP barajó la posibilidad de que fuera su candidato a la Alcaldía de Ávila pero Cabrera el 1 de marzo de 2019 anunció su salida del Partido Popular (PP), anunciando sus intenciones de concurrir a las elecciones municipales para ser alcalde de Ávila por el partido Por Ávila (XAV), partido de nueva creación que ya le había pedido formalmente con anterioridad que fuera su candidato.
Tras ser anunciada su inclusión como candidato en las listas de XAV, el 27 de marzo de 2019, a falta de menos de dos meses para las elecciones municipales fue desalojado de la presidencia de la corporación provincial al triunfar la moción de censura presentada por el PP, con el apoyo del diputado provincial tránsfuga Carlos Moral, de Unión Progreso y Democracia, siendo sucedido en el cargo por Carlos García González, quien hasta el momento había sido su vicepresidente y quien hasta ese momento Cabrera consideraba como amigo.

#### Alcaldía de Ávila
La lista que encabezó obtuvo 11 concejales de 25 que tiene el consistorio en las elecciones municipales a la alcaldía de Ávila celebradas el 25 de mayo de 2019. Fue investido alcalde el 15 de junio de 2019.
En las elecciones municipales de 2023, Sánchez Cabrera revalidó el resultado y ganó de nuevo las elecciones, consiguiendo 11 concejales de 25 que tiene el consistorio abulense. Este resultado lo erigió de nuevo Alcalde de Ávila como cabeza de la
Candidatura más votada, comenzando así su segundo mandato. Por Ávila gobierna en solitario, y tendrá que alcanzar acuerdos puntuales con otros grupos políticos.